# Protorthodes
Protorthodes là một chi bướm đêm thuộc họ Noctuidae.

## Loài
- Protorthodes alfkenii (Grote, 1895)
- Protorthodes antennata (Barnes & McDunnough, 1912)
- Protorthodes argentoppida McDunnough, 1943
- Protorthodes constans (Dyar, 1918)
- Protorthodes curtica (Smith, 1890)
- Protorthodes eureka (Barnes & Benjamin, 1927)
- Protorthodes incincta (Morrison, 1875) (đồng nghĩa: Protorthodes utahensis (Smith, 1888), Protorthodes akalus (Strecker, 1899), Protorthodes saturnus (Strecker, 1900), Protorthodes indra (Smith, 1906), Protorthodes daviesi (Barnes & Benjamin, 1927))
- Protorthodes melanopis (Hampson, 1905)
- Protorthodes mulina (Schaus, 1894)
- Protorthodes orobia (Harvey, 1876)
- Protorthodes oviduca (Guenée, 1852) (đồng nghĩa: Protorthodes lindrothi Krogerus, 1954)
- Protorthodes perforata (Grote, 1883)
- Protorthodes rufula (Grote, 1874)
- Protorthodes smithii (Dyar, 1904)
- Protorthodes texana (Smith, 1900)
- Protorthodes variabilis (Barnes & McDunnough, 1912)

## Hình ảnh

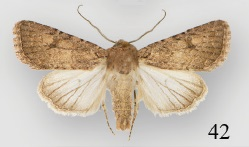
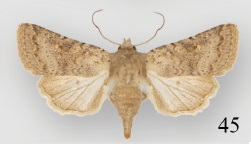
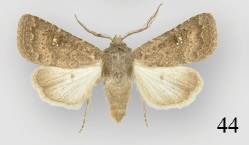
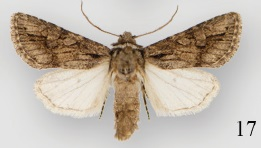